# استان ریاض
استان ریاض (به عربی:  محافظة الرياض  یا منطقة الرياض)، نام استانی است در کشور عربستان سعودی واقع در شبه جزیره عربستان است.
ساکنان آن مسلمان اهل سنت.